# Орієнтація (теорія графів)
Орієнта́ція неорієнтованого графа — це призначення напрямків кожному ребру, що перетворює початковий граф на орієнтований граф.

## Орієнтовані графи
Орієнтований граф називають напрямленим, якщо жодна з його пар вершин не з'єднана двома симетричними (різноспрямованими) ребрами. Серед орієнтованих графів ці графи вирізняються відсутністю 2-циклів (тобто граф може містити тільки одну з дуг (x, y) і (y, x)).
Турнір — це орієнтація повного графа. Полідерево — це орієнтація неорієнтованого дерева. Гіпотеза Самнера стверджує, що будь-який турнір із {\displaystyle 2n-2} вершинами містить будь-яке полідерево з n вершинами.
Число неізоморфних напрямлених графів з n вершинами (для n=1, 2, 3, …) дорівнює
1; 2; 7; 42; 582; 21,480; 2,142,288; 575,016,219; 415,939,243,032; … (послідовність A001174 з Онлайн енциклопедії послідовностей цілих чисел, OEIS).
Напрямлені графи перебувають в один-до-одного відповідності з повними орієнтованими графами (графами, в яких є орієнтована дуга між будь-якою парою різних вершин). Повний орієнтований граф можна перетворити в напрямлений граф видаленням усіх 2-циклів, і навпаки, напрямлений граф можна перетворити на повний орієнтований граф додаванням 2-циклу між кожною парою вершин, які не є кінцями якоїсь дуги. Ця відповідність бієктивна. Тому та ж послідовність чисел розв'язує задачу перерахування графів для повних орграфів. Існує явна, але складна формула для чисел цієї послідовності.

## Обмежені орієнтації
Сильна орієнтація — це орієнтація, внаслідок якої отримуємо сильно зв'язний орграф. Тісно зв'язані цілком циклічні орієнтації — це орієнтації, в яких кожна дуга належить принаймні одному простому циклу. Орієнтація неорієнтованого графа G цілком циклічна тоді й лише тоді, коли вона є сильною орієнтацією будь-якої компоненти зв'язності графа G. Теорема Роббінса каже, що граф має сильну орієнтацію тоді й лише тоді, коли він реберно 2-зв'язний. Незв'язні графи можуть мати цілком циклічні орієнтації, але тільки в разі, коли в них немає моста.
Ациклічна орієнтація — це орієнтація, що приводить до орієнтованого ациклічного графа. Будь-який граф має ациклічну орієнтацію. Всі ациклічні орієнтації можна отримати, розташувавши вершини в ряд, а потім спрямовуючи дугу з ранішої вершини в пізнішу в цьому ряду. Теорема Галлаї — Гассе — Роя — Вітавера стверджує, що граф має ациклічну орієнтацію, в якій найдовший шлях має максимум k вершин, тоді й лише тоді, коли його можна розфарбувати максимум у k кольорів. Ациклічні орієнтації і циклічні орієнтації пов'язані між собою планарною двоїстістю. Ациклічну орієнтацію з єдиним джерелом та єдиним стоком називають біполярною орієнтацією.
Транзитивна орієнтація — це орієнтація, за якої одержуваний орієнтований граф є своїм транзитивним замиканням. Графи з транзитивними орієнтаціями називають графами порівнянності. Їх можна визначити з частково впорядкованої множини, якщо зробити два елементи суміжними у всіх випадках, коли вони порівнянні в частковому порядку. Транзитивну орієнтацію, якщо вона існує, можна знайти за лінійний час. Однак перевірка, чи отримана орієнтація (або будь-яка задана орієнтація) дійсно транзитивна, вимагає більше часу, оскільки вона за складністю еквівалентна множенню матриць.
Ейлерова орієнтація неорієнтованого графа — це орієнтація, в якій кожна вершина має однаковий напівстепінь входу і напівстепінь виходу. Ейлерова орієнтація решітки з'являється в статистичній механіці в теорії моделей крижаного типу.
Пфаффова орієнтація має властивість, що певні цикли парної довжини в графі мають непарне число дуг у двох різних напрямках. Такі орієнтації завжди існують для планарних графів, але не завжди для інших типів графів. Ця орієнтація використовується в алгоритмі FKT підрахунку досконалих парувань.